# Gatina
Gatina je naselje v Občini Grosuplje.
O zgodovini vasi se ve prav malo. Vemo samo to, da je bil kraj naseljen že v rimskem času. To potrjujejo najdena rimska grobišča za vasjo. V teh grobovih so bili izkopani razni predmeti in celo bakreni denar iz prvega stoletja naše dobe. Dolina okoli vasi je bila v tistih časih zamočvirjena. Da so prebivalci prišli do sosednjih krajev, so si morali zgraditi kamniti nasip imenovan »gat«. Po tem nasipu je naselje dobilo ime Gatina. Ob robu doline je bila speljana tudi cesta iz rimske Emone proti vzhodu. V dolini pod Stehanom je bila menda celo rimska postojanka, kar potrjuje današnje ime te doline »Postaje«.
V Srednjem veku so bili prebivalci Gatine, Blata in še drugih vasi podložniki graščine Boštanj. Tja so morali hoditi na tlako. Po odpravi tlake, se je v srednjem veku kraj začel počasi bolj razvijati in tudi gospodarsko napredovati. Večji gospodarski razvoj pa se je začel z letom 1895, ko je bila pod vasjo zgrajena železnica iz Ljubljane v Novo mesto. 
Prav ta železnica je usodno zaznamovala vas Gatina, kajti iskra lokomotive je 20. aprila 1929 zanetila požar, ki se je po slamnatih strehah hitro razširil ter upepelil okoli 20 gospodarskih poslopij in stanovanjskih hiš. Pogorela je skoraj cela leva stran vasi (gledano od železniške proge), tako, da je nekaj kmetij ostalo popolnoma brez vsega. Vendar vas Gatina si je opomogla in danes šteje okoli 130 prebivalcev.